# Championnat d'Autriche de hockey sur glace D3
 (août 2025).
L'Oberliga est le troisième niveau de hockey sur glace en Autriche après l'EBEL et la Nationalliga.

## Équipes
- EC Weiz
- EHC Linz 2
- Graz 99ers 2
- Kapfenberger SV
- Klagenfurter AC 2
- Oilers Salzbourg
- Capitals de Vienne 2
- Villacher SV 2